# 约翰·比兹利

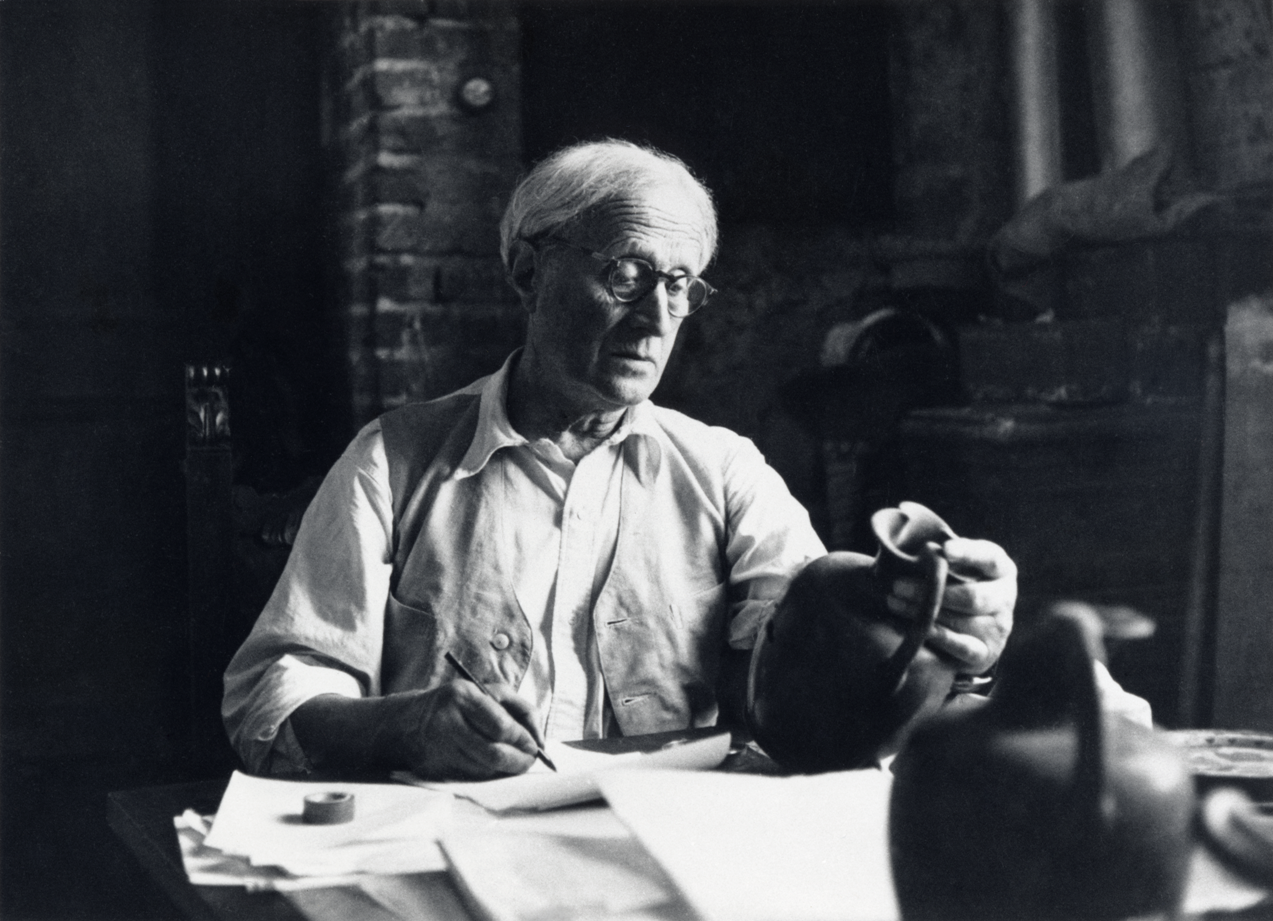
约翰·比兹利

约翰·戴维森·比兹利（1885年9月13日-1970年5月6日）是一位英国古典考古学和美术史學者，1925年至1956年期間，他是牛津大学教授。他根據古希腊陶器不同的藝術風格對其分類。 
1927年，他当选英國國家學術院院士。 1943年，他当选为美國哲學學會會士。  1954年，他当选美国文理科学院外籍荣誉院士。1949年，比兹利被授予下級勳位爵士。   1959年，又被授予名譽勳位。 